# ماتياس نيلسون
ماتياس نيلسون (بالسويدية: Mattias Nilsson)‏ هو متسابق بياثل سويدي، ولد في 19 فبراير 1982 في إوسترسوند في السويد.

## وصلات خارجية
- ماتياس نيلسون على موقع IBU (الإنجليزية)
- ماتياس نيلسون على موقع الاتحاد الدولي للتزلج (التزلج الريفي) (الإنجليزية)
- ماتياس نيلسون على موقع أوليمبيديا (الإنجليزية)
- ماتياس نيلسون على موقع اللجنة الأولمبية السويدية (السويدية)